# Амбухиманга
Амбухиманга (малаг. Ambohimanga) — холм высотой 1468 метров над уровнем моря на Мадагаскаре, расположенный в 21 километре к северу от столицы Антананариву в коммуне Амбухиманга-Рува в округе Антананариву-Аварадрану в районе Аналаманга в провинции Антананариву. Королевский холм Амбухиманга (фр. Colline royale d’Ambohimanga) является важным символом самоидентификации и местом религиозного поклонения малагасийцев и имеет важное значение в культурной и общественной жизни Мадагаскара на протяжении последних пятисот лет. Содержит археологический материал, раскрывающий социальную и политическую культуру Мадагаскара, начиная с XV века.

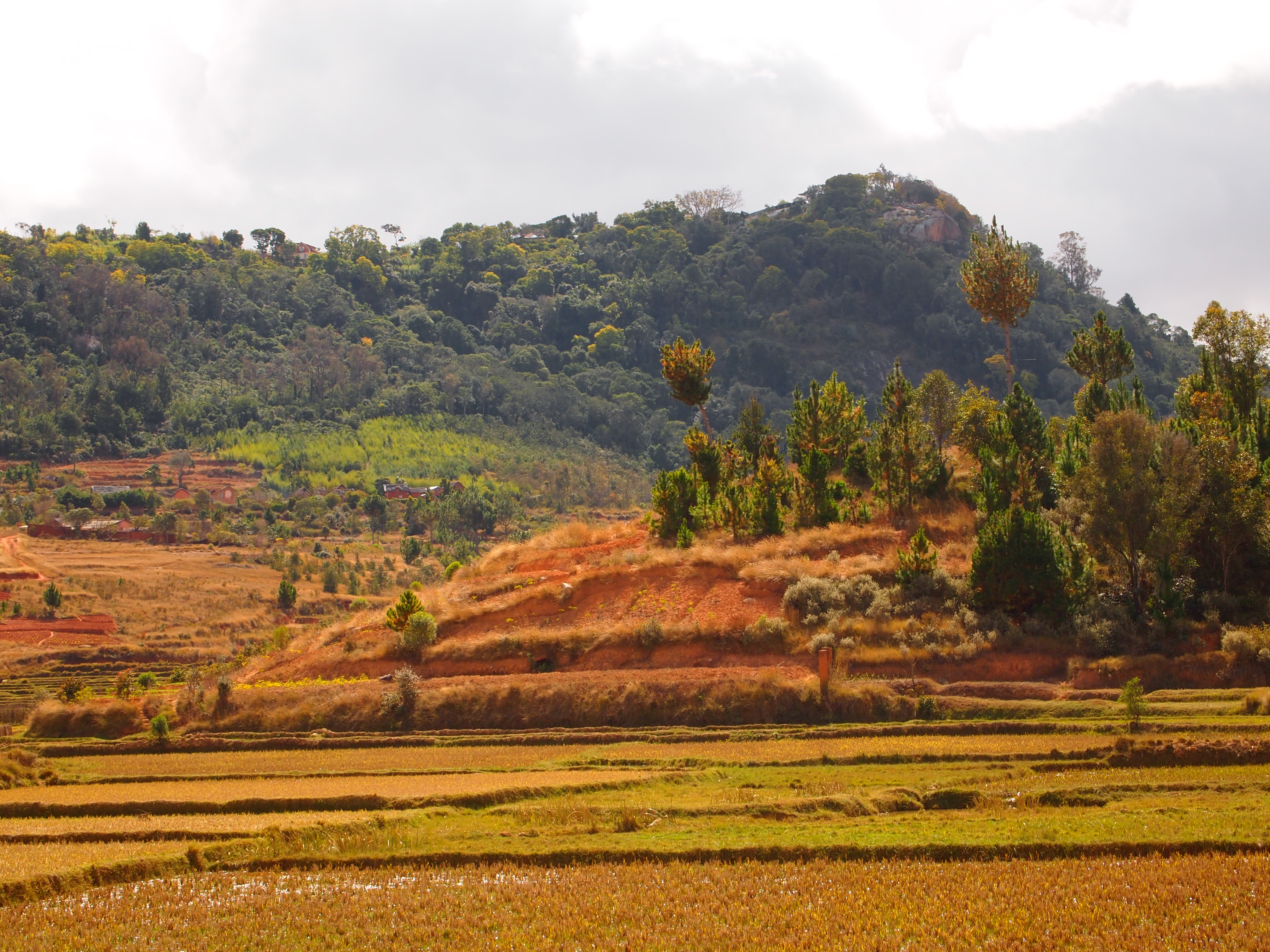
Вид на холм Амбухиманга

Амбухиманга является исключительным объектом для государства Имерина народности мерина, которое существовало на Высоком плато в XV—XIX вв. Правители Имерины создали Малагасийское королевство, официально признанное другими государствами в 1817 году.

Каменный вход («вавахади», vavahady) в Амбухиманга

Название означает «голубой холм» от малаг. manga «синий, голубой», -bohi- (vohitra) «холм» и префикса an-, который пишется слитно. В малагасийском языке имеет место ассимиляция согласных на стыке префикса an- и основы, при этом v переходит в b. В жаркие и безветренные дни эвкалипты и фикусы в изобилии выделяют эфирные масла, которые обволакивая холмы, придают им голубоватый оттенок.
Холм также назывался Цимадилу (Tsimadilo) и Амбухитраканга (Ambohitrakanga «холм цесарок»). Название «Амбухиманга» дал король Андриацимитувиаминандриана в XVIII веке из-за густого реликтового леса на склонах. Первым холм занял в начале XVIII века Андриамбуруна (Andriamborona), правитель Имаму, страны к западу от Имерины. Именно он дал холму название «Амбухитраканга», потому что на холме обитали цесарки (kanga). Четырём королям служила Амбухиманга резиденцией, пока Андрианампуйнимерина в 1794 году не перенёс её в Антананариву. Начиная с его преемника, Радамы I Амбухиманга была дополнительной резиденцией.

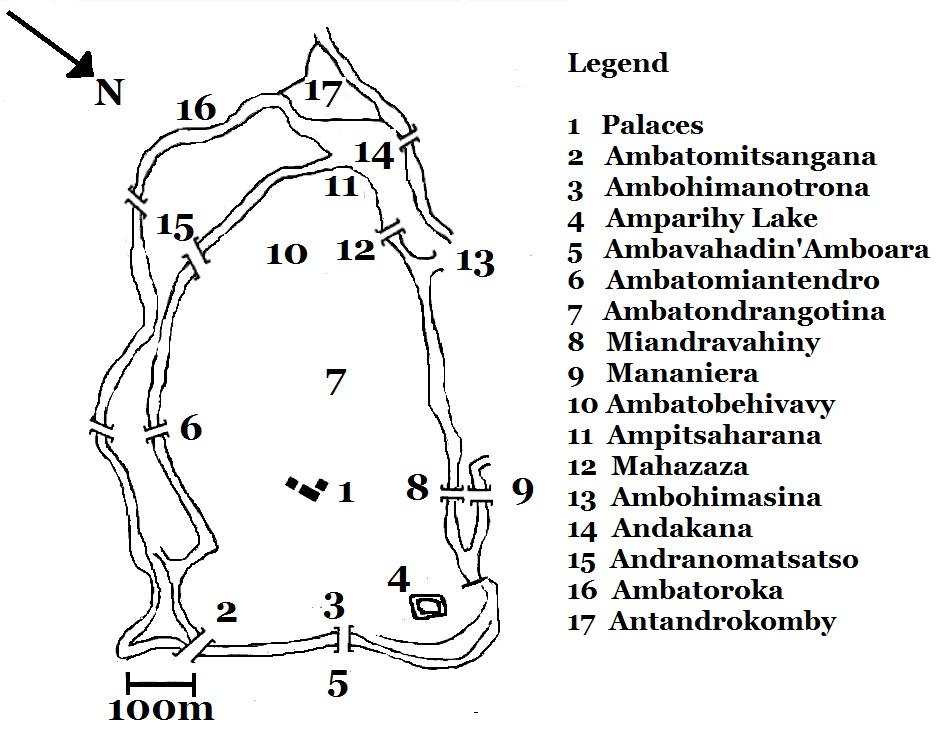
План

Холм является выдающимся образцом архитектуры, включает в себя королевскую крепость (Рува) с двумя рвами («хадинури», hadivory), первый построен при короле Андриацимитувиаминандриане, а второй — при Андрианампуйнимерине, и четырнадцатью каменными входами («вавахади», vavahady), место правосудия, внушительных размеров общественную площадь (малаг. Fidasiana), а также королевский город XVIII—XIX вв. Королевский город состоит из двух дворцов — Махандрихуну (Mahandrihono) и Мандзакамиадана (Manjakamiadana) — и небольшого павильона-бельведера, двух священных бассейнов («дубу», dobo) и четырёх гробниц. Сохранился реликтовый лиственный лес, который содержит многочисленные эндемические и лекарственные виды растений. В изобилии растёт «захана» (малаг. zahana, Phyllarthron madagascariensis K.Schum.) из семейства Бигнониевые (типовой вид — Phyllarthron bojeranum). Сохранились археологические свидетельства осуществления власти и правосудия. Гробницы правителей и кладбище являются местом культа королей, свидетельства культуры Африки, тесно связанного с культом предков, свидетельством культуры Индонезии. С культурой Индонезии также связано основное занятие мерина — заливное террасное рисоводство. В ансамбль священных мест входят фонтаны, бассейны, леса, жертвенные камни. Холм являлся религиозным центром и священным городом Малагасийского королевства в XIX веке, здесь хоронили его правителей. Объект посещается паломниками.

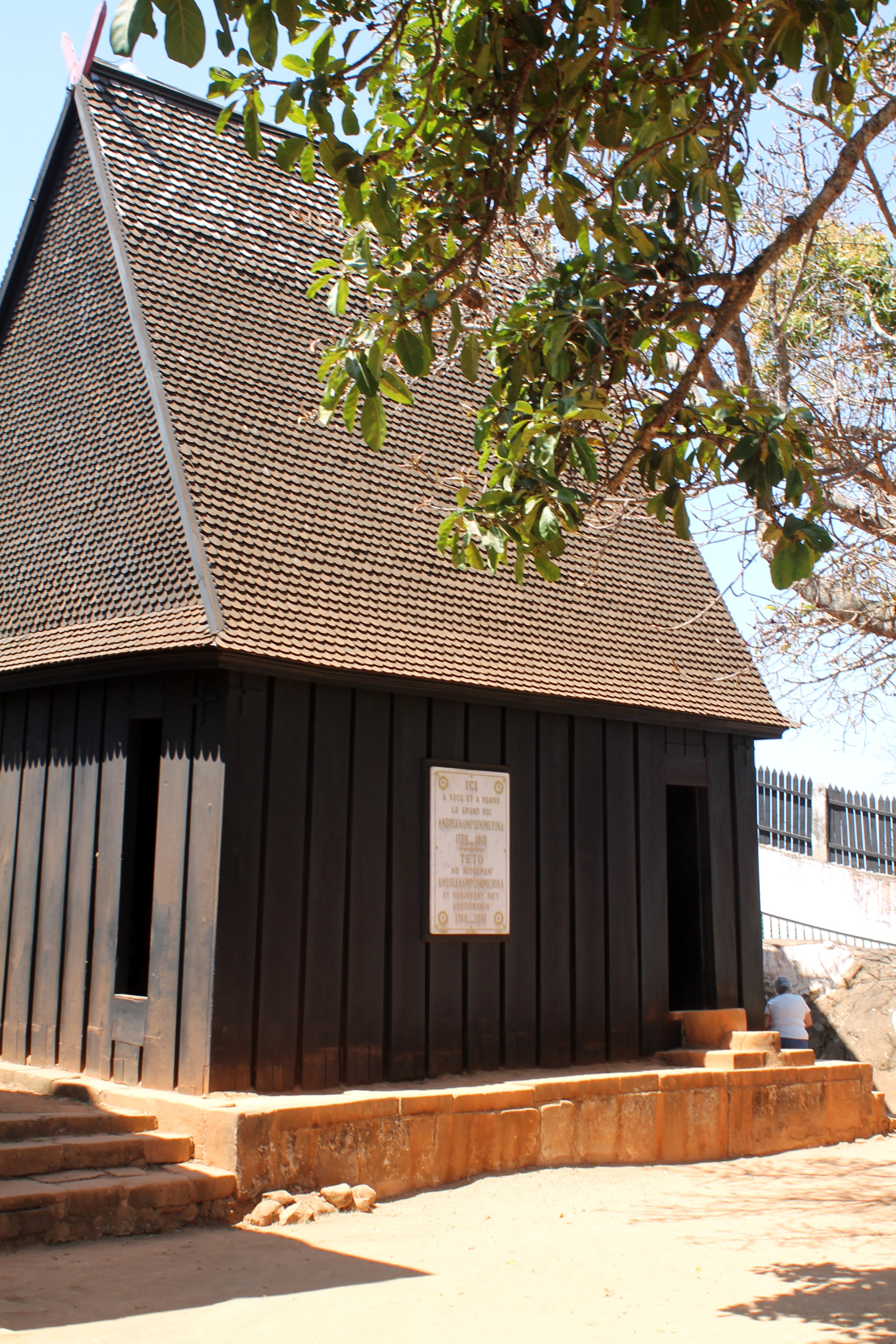
Дворец Махандрихуну короля Андрианампуйнимерина

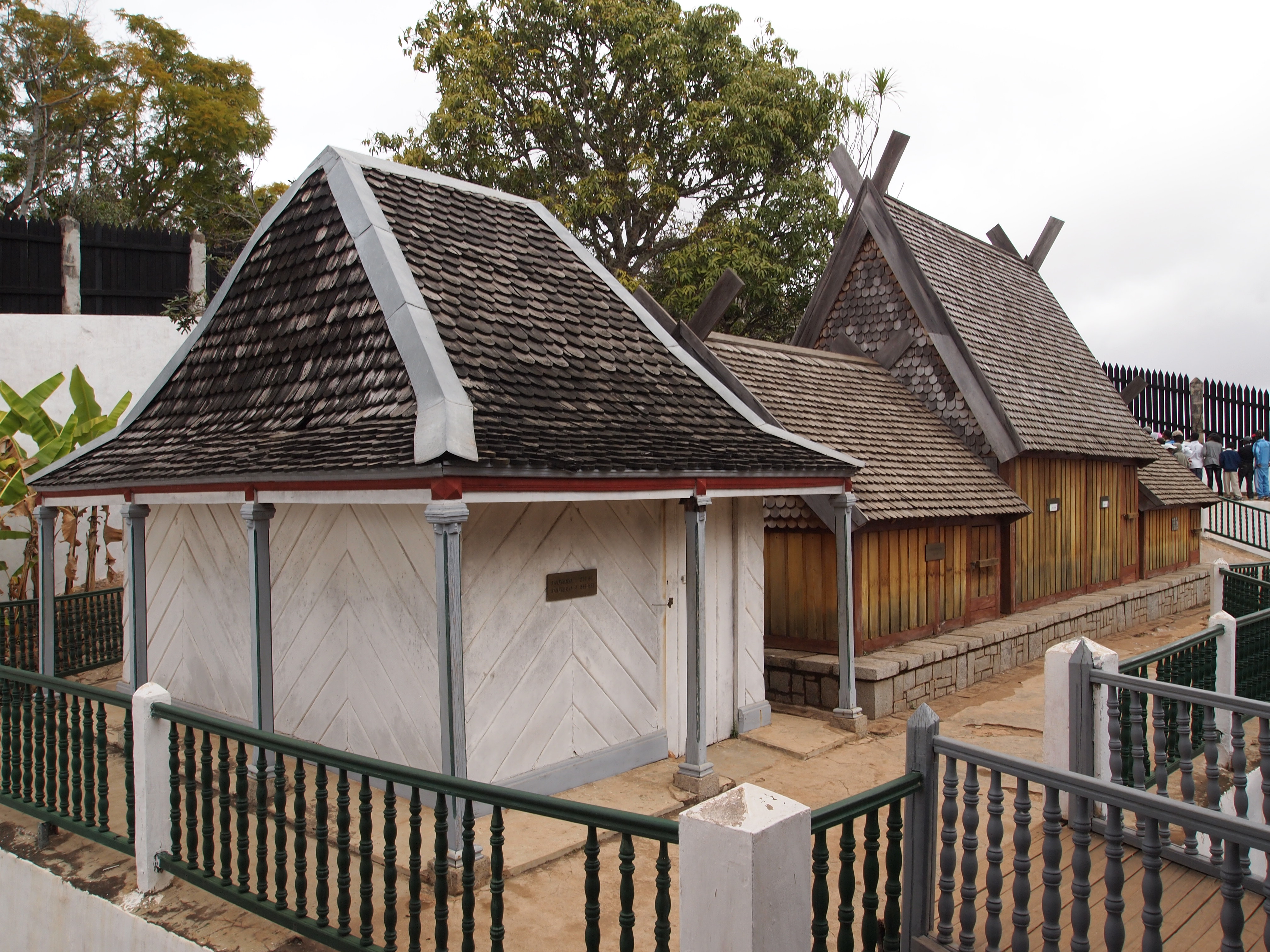
Гробницы. На первом плане гробница королев Ранавалуны I и Ранавалуны II

В 1897 году при французском протекторате был создан музей. В 1939 году холм внесён в «Список памятников природы и достопримечательностей Мадагаскара» (La liste des monuments naturels et des sites de Madagascar), представляющих исторический интерес. Затем он внесен в «Перечень национальных культурных ценностей» (Liste d’inventaire national des biens culturels) в 1982 году, и признан культурным наследием в том же году. В 1997 году внесён в предварительный список объектов-кандидатов всемирного наследия ЮНЕСКО. В 2001 году признан объектом Всемирного наследия ЮНЕСКО на 25-й сессии в Хельсинки. Площадь объекта 59 гектаров, буферная зона 425 гектаров.
С 1996 года проводятся реставрационные работы. В 2008 году были восстановлены символические деревянные гробницы правителей, разрушенные французскими властями, в них возвращены останки правителей, перенесённые в 1897 году в Исторический музей (Рува) в Антананариву.
С 2006 года объектом управляет организация Office du Site Culturel d'Ambohimanga Rova (OSCAR) министерства культуры.
Объекту угрожают заросли экзотических видов — бамбука и лантаны.